# Lugaid II Alludach
Lugaid II Alludach – legendarny król Munsteru z rodu Clanna Dedad. Z dużym prawdopodobieństwem jest tożsamy z Lugaidem Allathachem, synem Cairbre’a Cromchenna. Ten zaś był prawnukiem Conaire’a I Mora, zwierzchniego króla Irlandii. Munster był rządzony przez dwóch królów. Lugaid panował wspólnie z Forbri mac Fine w czasach Elima II mac Conrach, króla Ulsteru i zwierzchniego króla Irlandii. Poprzedni arcykról Fiacha V Finnfolaid został zabity w Magh Bolg w wyniku rzezi dokonanej przez lud Aithech Tuatha, przy współudziale prowincjonalnych królów: Elima mac Conrach z Ulsteru, Sanba Sithchenna mac Cet z Connachtu, Forbri mac Fine z Munsteru oraz Eochaida Ainchenna z Leinsteru. Fiacha stracił dzieci, oprócz jednego syna, który był w łonie matki Eithne, córki króla Alby (ob. Szkocja), Tuathala Techtmara. Lugaid miał z nieznaną z imienia córką Corbreda II z Piktów syna Mod Lamę, a przez niego wnuka Conaire’a Caema, przyszłego króla Munsteru i zwierzchniego króla Irlandii.